# Lanín
Der Volcán Lanín an der Grenze von Argentinien zu Chile ist ein Schichtvulkan in den Anden, rund 50 km nördlich von San Martín de Los Andes. Er liegt im Nationalpark Lanín (der chilenische Teil liegt im Nationalpark Villarrica) und gilt aufgrund seiner Ähnlichkeit mit dem Berg Fuji als schönster Berg Argentiniens. Der Name stammt aus der Sprache der Mapuche und bedeutet so viel wie „erstickt“. Bestiegen werden kann der Vulkan entweder von südlicher Seite (Lago Paimun) oder von Norden her (Lago Tromen).
Der Vulkan ist auf der Flagge und dem Wappen der Provinz Neuquén abgebildet.
Letzte Aktivität: April 2020